# Rajgarh38
Rajgarh é uma cidade e uma nagar panchayat no distrito de Rajgarh, no estado indiano de Madhya Pradesh.

## Geografia
Rajgarh está localizada a 22° 41′ N, 74° 57′ L. Tem uma altitude média de 491 metros (1 610 pés).

## Demografia
Segundo o censo de 2001, Rajgarh tinha uma população de 23 927 habitantes. Os indivíduos do sexo masculino constituem 52% da população e os do sexo feminino 48%. Rajgarh tem uma taxa de literacia de 70%, superior à média nacional de 59,5%: a literacia no sexo masculino é de 78% e no sexo feminino é de 61%. Em Rajgarh, 14% da população está abaixo dos 6 anos de idade.